# Charles Gunn (athlétisme)
Pour les articles homonymes, voir Gunn.
Charles Edward James Gunn (né le 14 août 1885 à St Pancras, Londres et décédé le 30 décembre 1983 à Chichester) est un athlète britannique spécialiste de la marche athlétique. Son club est le Railway Clearing House Athletic Club.

## Biographie

### Palmarès
| Date | Compétition           | Lieu   | Résultat | Épreuve        | Performance   |
| ---- | --------------------- | ------ | -------- | -------------- | ------------- |
| 1920 | Jeux olympiques d'été | Anvers | 10e      | 3 000 m marche | 13 min 34 s 0 |
| 1920 | Jeux olympiques d'été | Anvers | 3e       | 10 km marche   | 49 min 54 s 4 |

### Records
| Épreuve              | Performance   | Lieu   | Date |
| -------------------- | ------------- | ------ | ---- |
| 3 000 m marche       | 13 min 34 s 0 | Anvers | 1920 |
| 10 kilomètres marche | 48 min 22 s 0 |        | 1920 |